# StilModerno
StilModerno è un Ensemble barocca, con sede a Milano, fondata nel 2005 dal clavicembalista e organista Carlo Centemeri, dal violinista Giorgio Tosi e dal flautista Francesco Spiga.

## Storia
Il progetto StilModerno fu concepito da Carlo Centemeri, Giorgio Tosi e Francesco Spiga nella primavera del 2005; consolidata la formazione nei mesi successivi, il gruppo debutta in concerto nel dicembre del medesimo anno.
Il gruppo, formato da specialisti di prassi antica, impiega archi e fiati di concezione moderna, applicando tuttavia canoni barocchi di estetica e di prassi esecutiva, scelta che, in linea con altri gruppi stranieri (ad esempio Les Violons du Roy, oppure il Combattimento Consort), propone la possibilità di un approccio agli strumenti non necessariamente di stampo ottocentesco.
Primo ensemble nella storia a eseguire a Milano, l'aria Alles mit Gott, und nichts ohn' ihn BWV 1127 di Johann Sebastian Bach, riscoperta nel maggio 2005 in Austria da Michael Maul, StilModerno si è successivamente dedicato a progetti di ricerca autonomi, in particolare dedicati all'opera del compositore Giovanni Battista Bassani. Di questo autore, nel 2009 StilModerno ha inciso e presentato in concerto per la prima volta in tempi moderni
l'oratorio La tromba della Divina Misericordia. Del medesimo autore, hanno successivamente pubblicato la prima registrazione integrale delle Sinfonie op. V.

### Componenti
- Carlo Centemeri: Organo e clavicembalo
- Giorgio Tosi: Violino
- Valentina Ghirardani: Violino
- Eleonora Regorda: Viola
- Marlise Goidanich: Violoncello
- Francesco Spiga: Flauto traverso

### Collaboratori
- Flora Papadopoulos: Arpa barocca
- Grasiela Setra Dantas: Clavicembalo
- Cecilia Lodigiani: Oboe
- Massimo Marchese: Tiorba
- Carlo Sgarro: Contrabbasso
- Luisa Miccoli: Flauto traverso
- Sakiko Abe: Soprano
- Anna Bessi: Mezzosoprano
- Elena Carzaniga: Contralto
- Paolo Borgonovo: Tenore
- Gianluca Buratto: Basso
- Gabriele Clima: Basso
- Maris Agazzi: Soprano
- Antonella Gallino: Contralto
- Massimo Grechi: Clavicembalo
- Nicola Brovelli: Violoncello
- Federica Cavriana: Violino
- Silvia Canavero: Violino
- Micol Vitali: Violino
- Dario Cherubino: Contrabbasso
- Ensemble vocale Magnificat
- Ensemble vocale Kitaredium

## Discografia
- 2009 - Giovanni Battista Bassani, La tromba della Divina Misericordia (Concerto Musicmedia, 2044)
- 2012 - Giovanni Battista Bassani, Sinfonie op. 5 (Brilliant Classics, 94259)
- 2015 - Baldassarre Galuppi, Concerti a quattro (Brilliant Classics, 94648)